# Cyathopodium tenue
Cyathopodium tenue is een zachte koraalsoort uit de familie Clavulariidae. De koraalsoort komt uit het geslacht Cyathopodium. Cyathopodium tenue werd in 1846 voor het eerst wetenschappelijk beschreven door Dana. 